# Faderland (film)
Faderland (originaltitel: Fatherland) är en brittisk thrillerfilm från 1994 i regi av Christopher Menaul med bland andra Rutger Hauer, Miranda Richardson och Peter Vaughan i rollerna. Filmen är baserad på den alternativhistoriska romanen med samma namn skriven av den brittiske författaren Robert Harris.

## Handling
Berlin 1964. Adolf Hitler har vunnit andra världskriget. Det stortyska riket sträcker sig från Nordsjön till Kaspiska havet. Förberedelserna inför den vördade Führerns sjuttiofemte födelsedag är i full gång, och man förväntar sig ett försonande besök från USA:s president Joseph Kennedy och ambassadören Charles Lindbergh.
När ett manslik upptäcks i Havelsjöns kalla vatten nära stadens mest prestigefyllda förort, kopplas mordutredaren Xavier March från Kriminalpolizei in på fallet. Han finner tecken på en konspiration som kan spåras till de absoluta topparna i det stortyska riket. Tillsammans med den amerikanska journalisten Charlotte Maguire påbörjar March jakten på sanningen, en sanning som utgör ett hot mot hela det nazistiska systemet. Men Gestapo är hela tiden ett steg bakom.

## Rollista (i urval)
| Roll            | Skådespelare       |
| --------------- | ------------------ |
| Xavier March    | Rutger Hauer       |
| Charlie Maguire | Miranda Richardson |
| Arthur Nebe     | Peter Vaughan      |
| Anna von Hagen  | Jean Marsh         |
| Jaeger          | Michael Kitchen    |
| Franz Luther    | John Woodvine      |
| Odilo Globocnik | John Shrapnel      |
| Krebs           | Clive Russell      |
| Klara           | Clare Higgins      |